# Twin Lakes (Colorado)
Twin Lakes è un centro abitato (census-designated place) degli Stati Uniti d'America, situato nella contea di Adams dello stato del Colorado. Nel censimento del 2000 la popolazione era di 6.301 abitanti.

## Geografia fisica
Secondo i rilevamenti dell'United States Census Bureau, Twin Lakes si estende su una superficie di 4,3 km².